# Мануел Жозе де Жезус
Мануел Жозе де Жезус (порт. Manuel José, нар. 9 квітня 1946, Віла-Реал-де-Санту-Антоніу) — португальський футболіст, що грав на позиції півзахисника. По завершенні ігрової кар'єри — тренер.
Виступав, зокрема, за клуби «Белененсеш» та «Бейра-Мар».

## Ігрова кар'єра
Народився 9 квітня 1946 року в місті Віла-Реал-де-Санту-Антоніу. Вихованець футбольної школи клубу «Бенфіка».
У дорослому футболі дебютував 1965 року виступами за команду «Спортінг» (Ковільян), у якій провів один сезон. 
Протягом 1966—1967 років захищав кольори клубу «Варзім».
Своєю грою за останню команду привернув увагу представників тренерського штабу клубу «Белененсеш», до складу якого приєднався на умовах оренди 1967 року. Відіграв за клуб Лісабона наступний сезон своєї ігрової кар'єри.
У 1968 році уклав контракт з клубом «Бенфіка», у складі якого провів наступний рік своєї кар'єри гравця. За цей час виборов титул чемпіона Португалії, ставав володарем Кубка Португалії.
Протягом 1969—1973 років захищав кольори клубу «Томар».
З 1973 року три сезони захищав кольори клубу «Фаренсе». Більшість часу, проведеного у складі «Фаренсе», був основним гравцем команди.
З 1976 року один сезон захищав кольори клубу «Бейра-Мар». Граючи у складі «Бейра-Мар» також здебільшого виходив на поле в основному складі команди.
Завершив ігрову кар'єру у команді «Ешпінью», за яку виступав протягом 1977—1978 років.

## Кар'єра тренера
Розпочав тренерську кар'єру відразу ж по завершенні кар'єри гравця, 1978 року, очоливши тренерський штаб клубу «Ешпінью».
У 1982 році став головним тренером команди «Віторія» (Гімарайнш), тренував клуб з Гімарайнша один рік.
Згодом протягом 1985–1986 років очолював тренерський штаб клубу «Спортінг».
У 1987 році прийняв пропозицію попрацювати у клубі «Брага». Залишив клуб з Браги 1989 року.
Протягом одного року, починаючи з 1989, був головним тренером команди «Спортінг».
У 1991 році запрошений керівництвом клубу «Боавішта» очолити його команду, з якою пропрацював до 1996 року.
З 1996 і по 1997 рік очолював тренерський штаб команди «Марітіму».
У 1997 році став головним тренером команди «Бенфіка», тренував лісабонський клуб один рік.
Згодом протягом 1999–2001 років очолював тренерський штаб клубу «Уніан Лейрія».
У 2003 році прийняв пропозицію попрацювати у клубі «Белененсеш». Залишив клуб Лісабона 2003 року.
Протягом одного року, починаючи з 2009 року, був головним тренером збірної Анголи.
Протягом тренерської кар'єри також очолював команди «Портімоненсі», «Аль-Аглі» та «Аль-Іттіхад».
Наразі останнім місцем тренерської роботи був клуб «Персеполіс», головним тренером команди якого Мануел Жозе де Жезус був протягом 2012 року.

## Титули і досягнення

### Як гравця
- Чемпіон Португалії (1):

«Бенфіка»: 1968-1969
- Володар Кубка Португалії (1):

«Бенфіка»: 1968-1969

### Як тренера
- Володар Кубка Португалії (1):

«Боавішта»: 1991-1992
- Чемпіон Єгипту (6):

«Аль-Аглі»: 2004-2005, 2005-2006, 2006-2007, 2007-2008, 2008-2009, 2010-2011
- Володар Кубка Єгипту (2):

«Аль-Аглі»: 2005-2006, 2006-2007
- Володар Суперкубка Єгипту (4):

«Аль-Аглі»: 2005, 2006, 2007, 2008
- Переможець Ліги чемпіонів КАФ (4):

«Аль-Аглі»: 2001, 2005, 2006, 2008
- Володар Суперкубка КАФ (4):

«Аль-Аглі»: 2002, 2006, 2007, 2009